# Церква Успіння Пресвятої Богородиці (Новочеркаськ)
Церква Успіння Пресвятої Богородиці (рос. Церковь Успения Пресвятой Богородицы) — колишній православний храм в місті Новочеркаську Області Війська Донського (Росія); єдиновірська. Також називалася — Успенська єдиновірська церква (рос. Успенская единоверческая церковь).

## Історія
Перша на Дону єдиновірська церква була відкрита, на думку церковного історика М. Снесарєва в 1842 році, за твердженням іншого церковного історика А. Кирилова — в 1844 році і сталося це в станиці Верхньо-Каргальскій. Єдиновірство приживалося в православному козацькому краї повільно і здебільшого єдиновірські храми та парафії з'являлися тут в кінці XIX століття.
У 1872 році на Азовської площі Новочеркаська (нині Азовський ринок) була побудована кам'яна двох'ярусна церква в ім'я Архістратига Михаїла. До цього церква у вигляді дерев'яної, перевезення в Новочеркаську в лютому 1813 року Черкаська, стояла на Архангельській площі міста (нині площа Кірова). Новий кам'яний храм був освячений в 1873 році. Попередня дерев'яна Михайло-Архангельська церква, що стоїть на Архангельській площі, кілька років простояв без служби, старіючи. В 1879 році за розпорядженням єпархіального начальства вона була перетворена в парафіяльну церкву для новочеркасських і найближчих до міста одновірців. Але так як цього дерев'яному будинку, що стояв ще в Черкасске, було багато років церква, храм став загрожувати життю парафіян через свою старість. У зв'язку з цим Військовий наказний отаман М. А. Краснокутський відпустив з військової скарбниці 5 тыс. рублів на її перебудову. Але з різних причин храм не ремонтувався ще кілька років, і вже при іншому наказного отамана М. І. Святополка-Мірського, осмотревшем стара будівля церкви у 1885 році, дав вказівку оглянути едіноверчеський храм і надати її членам необхідну допомогу. Члени створеної комісії прийшли до висновку, що підтримати будівля в існуючому стані не представляється можливим. Її перебудова оценилась в 12 тыс. рублів, військова скарбниця зобов'язалася виділити 5 тыс. рублів, а парафіяни повинні були зібрати решту 5-7 тыс. рублів. 26 січня 1886 року був затверджений опікунська рада, яка на наявні у нього кошти зміг влаштувати тимчасовий молитовний будинок і перенести в нього престол зі старої церкви, що було санкціоновано архієпископом Донським і Новочеркаським Митрофаном.
25 квітня 1886 року цього ж року інженер-архітектор Області Війська Донського К. Ф. Кюнцель представив архієпископу Митрофану проект нової єдиновірської церкви в ім'я Успіння Божої Матері (також дерев'яної), який передбачав довжину в 23,5 метра і завширшки 15 метрів. Опікунська рада стала готувати документи на будівництво церкви і готуватися до урочистому закладенні храму, яка була приурочена до приїзду в Новочеркаськ митрополита Київського і Галицького — Високопреосвященного Платона, який протягом десяти років служив архієпископом Донським і Новочеркаським (з 1867 по 1877 рік). 17 червня 1886 року Високопреосвященний Платон зробив урочисте закладення єдиновірської церкви в ім'я Успіння Божої Матері на місці старої Михайло-Архангельської церкви. У числі високих гостей в заході брали участь начальник Військового штабу А. Д. Мартинов і помічник наказного отамана О. Ф. Поляков. У богослужінні також взяли участь всі вище міське духовенство. У фундамент храму була закладена металева дошка з наступним написом:
|  | Закладено св. храм в місті Новочеркаську для приходу одновірців, в ім'я Успіння Пресвятої Богородиці в 1886 році, червні 17 дня, в 6-е літо царювання Благочестівейшаго Государя Імператора Олександра Олександровича III-го, з благословення Св. Синоду, Високопреосвященним Платоном, Митрополитом Київським і Галицьким при Високопреосвященного Митрофана архієпископа Донському і Новочеркаському; при Військовому наказним отаманом Війська Донскаго князя Миколу Івановича Святополк-Мирському, Помічнику його Генерал-Майорі Олексія Федоровича Полякова, Начальнику Штабу Свити Його Величності Генерал-Майорі Андрія Дмитровича Мартинова; спостерігає за постройкою цього храму полягає Обласний війська Донскаго Інженер-Архітектор Карл Федорович Кюнцель. Твориться цей храм на кошти Війська Донскаго і пожертвування прихожан. «Козачий вісник», № 49 від 19 червня 1886 р. |

У 1889 році єдиновірська церква в ім'я Успіння Божої Матері була освячена, прослуживши до жовтневого перевороту. Невідома історія з встановленням радянської влади на Дону, а також дата її закриття, після чого храм був вщент розібраний.
У травні 2015 року на місці, де стояла єдиновірська церква Успіння Пресвятої Богородиці, що була освячена каплиця Успіння Пресвятої Богородиці, де знаходиться ікона Успіння Святої Богородиці.